# NGC 1217/2
NGC 1217/2 је спирална галаксија у сазвежђу Пећ која се налази на NGC листи објеката дубоког неба.
Деклинација објекта је - 39° 1' 14" а ректасцензија 3h 6m 5,8s. Привидна величина (магнитуда) објекта NGC 1217 износи 14,2 а фотографска магнитуда 15,0. NGC 12172 је још познат и под ознакама ESO 300-10, MCG -7-7-2, AM 0304-391, PGC 11642.